# Pseudosinella leclerci
Pseudosinella leclerci is een springstaartensoort uit de familie van de Entomobryidae. De wetenschappelijke naam van de soort is voor het eerst geldig gepubliceerd in 1982 door Stomp, Massoud & Thibaud.